# Lymnas melpe
Lymnas melpe är en fjärilsart som beskrevs av Doubleday 1847. Lymnas melpe ingår i släktet Lymnas och familjen Riodinidae. Inga underarter finns listade i Catalogue of Life.